# 馬雷克·什特赫
馬雷克·什特赫（1990年1月28日—）是一位捷克足球運動員。在場上的位置是守門員。他現在效力於捷克足球甲級聯賽球隊布拉格斯巴達足球俱樂部。他也代表捷克國家足球隊參賽。